# Кучугури (Дніпро)
Кучугури (у 1950-ті роки — житловий масив Новомосковський) — історична місцевість в Індустріальному районі міста Дніпро.

## Географія
Межі району - північна вулиця Старочумацька (до 2022 Байкальська) з Олександрівкою, південна - вулиця Каштанова з промзоною Нижньодніпровського трубопрокатного заводу, східна - вулиці Олександра Оцупа, Курсантська  з мікрорайоном Північний (Вузол), Західна - Слобожанський проспект з Калинівським.
Забудова - в районі Слобожанського проспекту багатоповерхівки у 9 - 12 поверхів.  Решта території - п'ятиповерхові "хрущовки", одноповерхові, дво- і триповерхові будинки. Східна частина території  - промзона заводів Український трубопрокатний,  Вторчормет та Дніпросталь, на території  якої розташоване озеро Котлован, що є місцем відпочинку місцевих жителів, однак через те що цей район відноситься до промзони, він не має статусу рекреаційної зони.
Головні вулиці:  Каштанова, Калинова, проспект Петра Калнишевського, Осіння, Квітки Цісик (до 2015 року Гулі Корольової), Богдана Хмельницького, Батумська, Старочумацька, Журналістів, Дніпросталівська (до 2015 року Вінокурова), Олександра Оцупа (до 2015 року Комісара Крилова), Курсантська.

### Мікрорайон Металіст
Мікрорайон Металіст, також Червоний Металіст або Соцмісто  - маловживана назва західної частини району між проспектами Слобожанський та Петра Калнишевського, вулицями  Батумська та  Богдана Хмельницького.
В районі Слобожанського проспекту багатоповерхова забудова, інша частина мікрорайону двох  та трьох поверхові будинки 1950 - х років.
Вулиці: Богдана Хмельницького, Батумська, Калинова, Яскрава (до 2022 року -Тверська), Дебальцівська (до 2022 року - Пулковська), проспекти Слобожанський та Петра Калнишевського.

## Історія
У XIX столітті  було прокладено Новомосковське шосе. На схід від нього простягнулися піщані дюни, від яких і пішла назва місцевості Кучугури.
Наприкінці 1940 - х років район починає забудовуватись "сталінками". Так виникає селище робітників Нижньодніпровського трубопрокатного заводу, що отримало назву Червоний Металіст або Соцмісто. Там стояли одноповерхові бараки та Будинок культури.

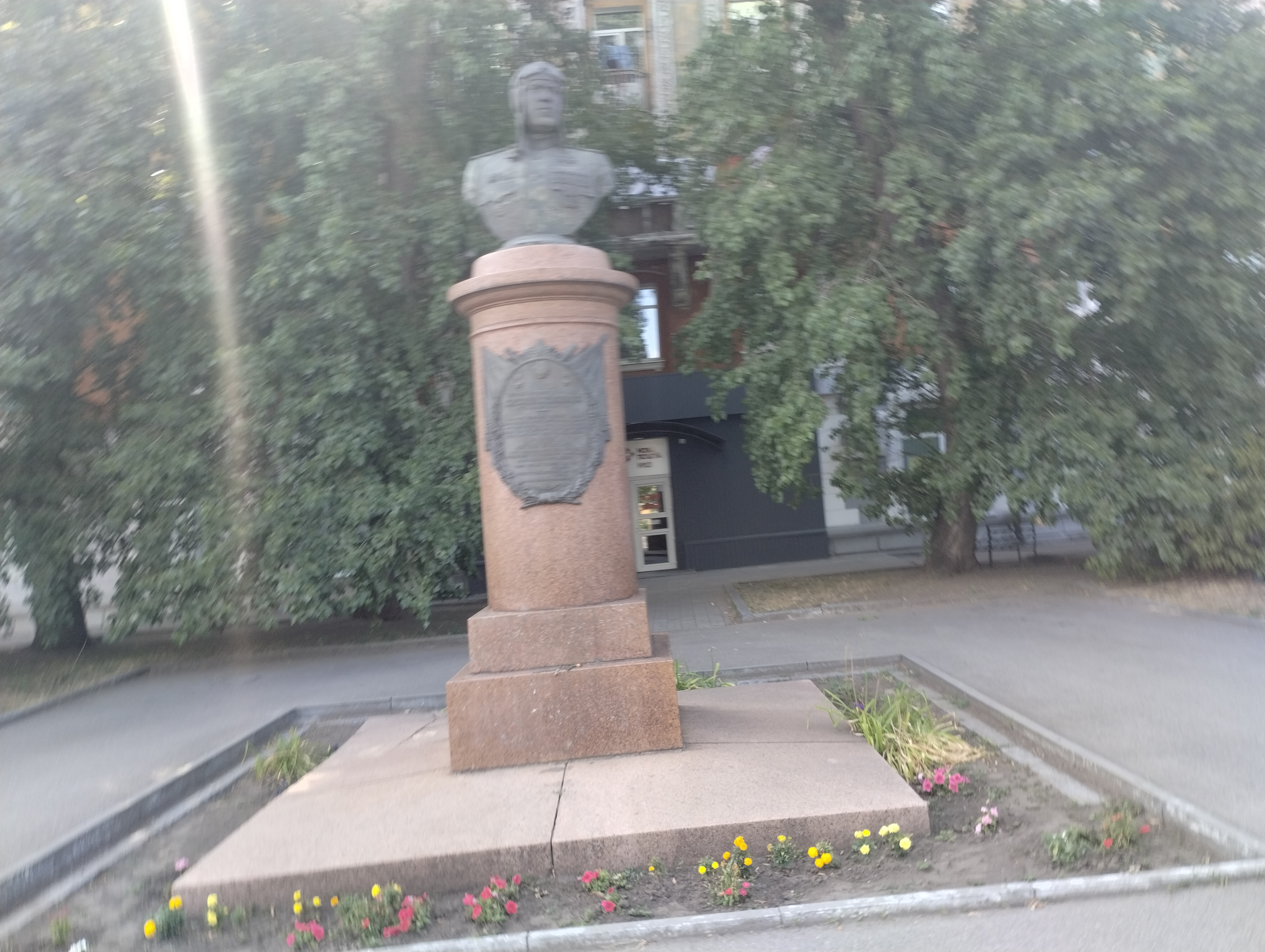
Бюст Анатолія Івановича Брандиса

9 травня 1949 року перед одним з будинків було встановлено бюст Двічі Героя Радянського Союзу Анатолія Яковича Брандиса. 
У 1950 - ті  виникає вулиця названа Бульварною. У 1957 році по Новомосковському шосе прокладається тролейбусна лінія. 
У 1964 році вулиця Бульварна була перейменована на честь нещодавно реабілітованого  генерального секретаря ЦК КПУ Станіслава Косіора
У січні 1964 року було відкрито Палац культури "Металург ".
Протягом 1960 - х років йде активна забудова місцевості. Спочатку будуються п'ятиповерхівки "хрущовки", згодом вже багатоповерхові будинки.
23 травня 1969 року Кучугури стали ядром новоутвореного Індустріального району. 
Протягом 1970 - х років забудовується східна частина району: виникають вулиці Осіння, Гулі Корольової, Журналістів.  Згодом на дні піщаного кар'єру, звідки видобувався пісок для будівництва починають бити ключі і виникає озеро Котлован.
Після розпаду СРСР патріотична громадськість міста неодноразово подавала петиції щодо перейменування вулиці Косіора, оскільки Станіслав Косіор був одним з найголовніших творців Голодомору 1932  - 1933 років.Так, у листопаді 2012 році низка громадських організацій міста пропонувала назвати вулицю ім'ям народного артиста України Богдана Ступки. Проте тільки в листопаді 2015 року вулицю було перейменовано на проспект Петра Калнишевського в рамках виконання закону про декомунізацію.

## Соціальна інфраструктура

### Торгівля
- Авторинок "Центральний" - вулиця Курсантська 22;
- Ринок "Північний" - проспект Петра Калнишевського 1;
- Будинок Побуту - проспект Петра Калнишевського 31;

### Готелі
- Готель "Північний" - проспект Петра Калнишевського 1 а;
- "Ніагара" - вулиця Дніпросталівська 11;

### Пошта
- 51 - ще поштове відділення - проспект Петра Калнишевського 18;

### Культура
- Палац культури " Металург" - проспект Петра Калнишевського 27;
- Кінотеатр "Правда- Кіно" - проспект Слобожанський 88;

### Медицина
- Амбулаторії 4,  центру первинної медико-санітарної допомоги N 4 - вулиця Осіння 13 а;
- Дитяча стоматологічна поліклініка N 2 - проспект Слобожанський 42;
- Міська Клінічна Лікарня N 6 - вулиця Батумська 13;
- Дніпропетровський обласний шкіро - венерологічний диспансер - вулиця Старочумацька 9 а;
- Дніпровський інститут гастроентерології - проспект Слобожанський 96;

### Релігія
- Храм Святого Архистратига Михаїла (УПЦ МП) - проспект Петра Калнишевського 46;

### Освіта
- Клуб школярів "Ровесник"  - проспект Петра Калнишевського 70 а;
- Навчально - реабілітаційний центр для дітей з порушенням слуху "Веселка" - проспект Петра Калнишевського 54;

### Суди
- Індустріальний районний суд - вулиця Яскрава 86;

### Юридичні консультації
- Індустріальна районна юридична консультація - вулиця Дебальцівська 86 а;

### Управління внутрішніх справ
- Індустріального району - вулиця Осіння 4 а;

### Прокуратури
- Індустріального району - вулиця Богдана Хмельницького 14 а.

## Транспорт
Тролейбусна лінія  15 маршруту вулиця Осіння - площа Старомостова. Маршрутки від проспекту Петра Калнишевського  по Автобусному маршруту 57а їде до Центру до вулиці Королеви Єлизавети || 95, 95а рух іде до парусного провулку на ж/м Парус-2
маршрутка 31 їде від вулиці Осінньої до Старомостової площі маршрутка 36 їде від проспекту Петра Калнишевського до Старомостової площі